# ایان دوردن
ایان دوردن (انگلیسی: Ian Duerden؛ زادهٔ ۲۷ مارس ۱۹۷۸) بازیکن فوتبال اهل بریتانیا است.
از باشگاه‌هایی که در آن بازی کرده‌است می‌توان به باشگاه فوتبال گلنتوران، باشگاه فوتبال دونکستر راورز، باشگاه فوتبال هاکنال تاون، باشگاه فوتبال بارو، باشگاه فوتبال ساوتپورت، باشگاه فوتبال بامبر بریج، باشگاه فوتبال کینگستونیان، و باشگاه فوتبال برنلی اشاره کرد.